# Врбно-под-Прадедем
Врбно-под-Прадедем (чеш. Vrbno pod Pradědem, бывш. нем. Würbenthal) — город в районе Брунталь Моравскосилезского края Чехии, расположенный в живописной долине, месте слияния рек Белой, Средней и Чёрной Опавы. Рядом находится гора Прадед (1492 м), часть хребта Грубый Есеник.
Население 5 700 человек. Высота над уровнем моря 520—590 м. В окрестностях встречается богатая растительность, есть шахты по добыче золота, развалины замков, исторические памятники и курорт Карлова-Студанка.

## История
В городе и вокруг него издавна добывается золото, и уже в XIII веке сюда переселялись люди из германоязычных стран таких как Саксония. В 1241 году первое поселение — замок Фюрстенвальде (Fürstenwalde) захвачен войсками Золотой Орды. В 1247 году возник второй город, а в 1348 году — третий город с крепостью. В документе князя Микулаша II от 24 августа 1348 года можно прочесть «qui disposuit intendere, restaurare et informare civitatem seu oppidum sub castro nostro Furstenwalde vulgo Gesenke nuncupatum ….. …… iudicium in dicta conalle Gesencke.», что значит «направить или построить посёлок под крепостью нашей Фюрстенвальде в долине Гесенек (древнее название места) и устроить в нём суд для долины Гесенек (название долины).» [уточнить]
С 1506 года городом и его окрестностями владел польский род Брунталшти из города Врбно и 24 июня 1611 года посёлок был преобразован Гынкем Брунтальским в город.
С 1621 года город и его окрестности управлялся Тевтонским орденом. 8 ноября 1620 года произошла Битва на Белой горе.
В XIX и XX веке в городе появилась промышленность. Здесь было очень много фабрик. Металлургический, стеклянный, оружейный, пластмассовый, текстильный завод. Оружейный завод был самым крупным заводом в Габсбургской монархии.

## Памятники в городе и его окрестностях
- Костёл Св. Михаила на площади Святого Михаила середины XIX века
- Колокольня из дерева 1921 года
- Кладбище середины XIX века
- Охотничий замок XVII века
- Вилла ГРОКО (д. №: 298) 1922 года
- Часовня Св. Гедвики XX века (Sv. Hedviky ve Vidlích)
- Памятник жертвам I мировой войны на площади Святого Михаила
- Памятник жертвам I мировой войны на кладбище
- Детсад, школа XIX века
- Две школы и гимназия XX века
- Текстильные заводы Odetka и Moravolenu
- Завод Crystalex a.s.	(стеклянный завод)
- Развалины крепостей Фюрстенвальде, Фрейденштейн XIII века, Вейсенштейн, Рабенштейн, Коберштейн, Куинбург, Драхенбург
- Национальный природный заповедник Ревиз
- Домна XVIII века

## Районы города
- Били-Поток (Bílý Potok)
- Мнихов (Mnichov)
- Железна (Železná)
- Видли (Vidly)
- Врбно-под-Прадедем (Vrbno pod Pradědem)
- Лудвиков (Ludvíkov) — древняя часть

## Население
| Год  | Численность | Численность |
| ---- | ----------- | ----------- |
| 1869 | 5188        | [ 5 ]       |
| 1880 | 5353        | [ 5 ]       |
| 1890 | 5619        | [ 5 ]       |
| 1900 | 5960        | [ 5 ]       |
| 1910 | 6479        | [ 5 ]       |
| 1921 | 5876        | [ 5 ]       |
| 1930 | 6797        | [ 5 ]       |
| 1950 | 3725        | [ 5 ]       |
| 1961 | 4338        | [ 5 ]       |
| 1970 | 5242        | [ 5 ]       |
| 1980 | 6536        | [ 5 ]       |
| 1991 | 6645        | [ 5 ]       |
| 2001 | 6244        | [ 5 ]       |
| 2014 | 5502        | [ 6 ]       |
| 2016 | 5273        | [ 7 ]       |
| 2017 | 5172        | [ 8 ]       |
| 2018 | 5102        | [ 9 ]       |
| 2019 | 5040        | [ 10 ]      |
| 2020 | 4995        | [ 11 ]      |
| 2021 | 4944        | [ 12 ]      |
| 2022 | 4839        | [ 13 ]      |
| 2023 | 4798        | [ 14 ]      |
| 2024 | 4752        | [ 3 ]       |

## Спорт
В городе можно заниматься летними и зимними видами спорта.
- Летние виды спорта: велосипед, ролики, пеший туризм, футбол, теннис, волейбол.
- Зимние виды спорта: коньки, лыжи.

В городе 20 лет существует Спортивная гимназия (Sportovní gymnázium Vrbno pod Pradědem). Находится на площади Святого Михаила, д. 12.

## Города-побратимы
- Глогувек, Польша